# Caleb B. Laning
Caleb B. ("Cal") Laning, né le 27 mars 1906 à Kansas City, Missouri, et mort le 31 mai 1991, est un officier américain.

## Biographie
Il entre en 1924 à l’Académie navale d’Annapolis, dans la même promotion qu’un autre Missourien, Robert A. Heinlein, dont il restera toujours un ami très proche.
Pendant la guerre, il commande le destroyer USS Hutchins (DD-476) et participe aux campagnes de Midway et de Nouvelle-Guinée.
Après-guerre, il milite activement pour la transformation de l'U.S. Navy en "marine spatiale" et, dès 1945, pour une première mission lunaire inhabitée.
Il termine sa carrière au poste de chef des communications de l’OTAN en Europe du sud et est nommé contre-amiral lorsqu’il fait valoir ses droits à la retraite, en 1959.
Toujours passionné de science-fiction, c'est un membre actif des Trap Door Spiders, modèle de Les Veufs Noirs d’Isaac Asimov.